# ブロンド・オン・ブロンド (ガール・グループ)
ブロンド・オン・ブロンド（英: Blonde on Blonde）は、1978年にイギリスのグラマーモデル、ニナ・カーターとジリー・ジョンソンによって結成されたガール・グループ。主に日本で成功を収めた後、1980年代に解散した。最もヒットしたシングルは、レッド・ツェッペリンをカバーした「Whole Lotta Love」であった。彼女たちは、1979年のイギリスのスリラー映画『The Golden Lady』にカメオ出演し、映画のサウンドトラック・アルバムにも参加している。

## メンバー
ニナ・カーター（Nina Carter、1952年10月4日 -）
1970年代の元ページ・スリー・ガール、歌手。身長173cm。映画『狼男アメリカン』でデイヴィッド・ノートンが最初に変身する前に視ていたテレビの「ニュース・オブ・ザ・ワールド」内の（暴露番組「ノーティ―・ニナに関する赤裸々な真実」の）テレビ広告にカメオ出演した。後年、イメージ・コンサルタント業を営み、ライフコーチとして働いている。
出生名ペネロープ・ジェーン・マレット（Penelope Jane Mallett）としてウォリックシャー州ソリフルに生まれる。薬物中毒と摂食障害を克服した後、1984年にイエスの元キーボーディスト、リック・ウェイクマンと結婚したが、2004年に離婚。ウェイクマンとの間に2人の子供がいる。2010年6月、形成外科医のダグラス・ハリソンと結婚。
ジリー・ジョンソン（Jilly Johnson、1953年11月17日 -）
1970年代の元ページ・スリー・ガール、歌手、女優、著作家。身長173cm。
出生名ジリー・ゴスデン（Jilly Gosden）としてオーストラリアで生まれる。8歳の時に家族と共にイングランドのサリー州に戻った。サリー州ウォキングのホーセル小学校とシアウォーター中学校に通った。1975年、デイリー・ミラー紙上で最初のトップレスモデルとなった。「Double Exposure」（1994年、ISBN 978-1856850643）、「Playing for Love」（1997年、ISBN 978-0684816180）という2冊の小説を書いている。
2度結婚をし、最初の結婚で1人の娘が生まれている。また2009年4月の時点で7人の孫がいる。

## フィルモグラフィー

### 映画

#### ブロンド・オン・ブロンドとして
| 年   | タイトル        | 役名   | 備考 |
| ---- | --------------- | ------ | ---- |
| 1979 | The Golden Lady | 本人役 |      |

#### ニナ・カーター
| 年   | 原題                           | 邦題           | 役名             | 備考       |
| ---- | ------------------------------ | -------------- | ---------------- | ---------- |
| 1981 | An American Werewolf in London | 狼男アメリカン | ノーティー・ニナ | カメオ出演 |

### テレビ

#### ニナ・カーター
| 年   | タイトル            | 役名       | 備考                                                 |
| ---- | ------------------- | ---------- | ---------------------------------------------------- |
| 1998 | This Is Your Life   | 本人として | ドキュメンタリー: 当時の夫 リック・ウェイクマンと    |
| 2003 | The Curse of Page 3 | 本人として | ドキュメンタリーテレビ映画 1974-78年のページ・スリー |
| 2004 | GMTV                | 本人として | 2004年８月26日                                       |

#### ジリー・ジョンソン
| 年        | タイトル                   | 役名                     | 備考                 |
| --------- | -------------------------- | ------------------------ | -------------------- |
| 1980      | Star Games                 | 本人として               | ゲーム番組           |
| 1986      | Auf Wiedersehen, Pet       | ゲームの女性             | 1エピソード          |
| 1986      | Highway                    |                          | 1エピソード          |
| 1990      | Dunrulin                   | マンディ                 | テレビ映画           |
| 1989-1991 | Deadly Ernest Horror Show  | スカーレット・エイオータ | 3エピソード          |
| 1994      | Digging the Dancing Queens | 本人として               | ドキュメンタリー番組 |
| 2000      | Sunburn                    | スカーレット・エイオータ | 3エピソード          |
| 2003      | Loose Women                | 本人として               | トーク番組           |